# 爾朱天光
爾朱 天光（じしゅ てんこう、496年 - 532年）は、北魏の軍人。本貫は秀容郡。爾朱栄の従祖兄の子にあたる。

## 経歴
若くして決断力があり、弓射と乗馬を得意として、爾朱栄に気に入られた。爾朱氏の軍の重要事があるたびに、作戦策定に参加した。527年（孝昌3年）、爾朱栄が并州・肆州に拠ると、天光はその下で都将となり、肆州の軍を統率した。528年（武泰元年）2月、孝明帝が死去すると、爾朱栄は起兵して洛陽に向かい、天光が肆州の事務を代行して、後事を委ねられた。同年（建義元年）、撫軍将軍・肆州刺史に任じられ、長安県開国公の爵位を受けた。爾朱栄が葛栄を討つにあたっても、天光は肆州にとどまり、爾朱氏の根拠地を守った。
同年（永安元年）、侍中・金紫光禄大夫・北秀容第一酋長の位を加えられた。まもなく衛将軍に転じた。529年（永安2年）、上党王元天穆が邢杲の乱を討つと、天光は本官のまま使持節・鎮東将軍・都督となり、元天穆の下で邢杲を撃破した。元顥が洛陽に入ると、天光と元天穆は河内で爾朱栄と合流した。爾朱栄が軍を発すると、天光は本官のまま尚書僕射を兼ね、并肆雲恒朔燕蔚顕汾九州行台となり、并州の事務を代行した。元顥が敗死すると、まもなく天光は洛陽に帰還し、驃騎将軍の号を受け、散騎常侍の位を加えられた。広宗郡公に改封され、左衛将軍の号を受けた。
530年（永安3年）、万俟醜奴率いる反乱軍が関中に侵入すると、天光は使持節・都督雍岐二州諸軍事・驃騎大将軍・雍州刺史に任じられ、賀抜岳・侯莫陳悦らを率いて万俟醜奴を討つこととなった。わずか1000人の軍士を率いて洛陽を出発し、道中で兵員を補充しながら進み、東雍州の赤水蜀の反乱を撃破して入関した。雍州に着くと、兵数はようやく1万あまりとなったが、なお軍人が少なかったため、進撃しようとしなかった。爾朱栄の譴責を受け、やむなく賀抜岳に1000騎を与えて先駆けさせると、岐州の境の長城の西で万俟醜奴の行台尉遅菩薩と遭遇して撃破した。
万俟醜奴が岐州を放棄して安定郡に帰り、平亭に防柵を設けた。天光は雍州を出立して岐州に向かい、賀抜岳と汧水と渭水の間で合流した。天光は進軍を止めて、「いまは暑熱のときで征討の時期ではなく、秋を待って進軍しよう」と触れ回った。万俟醜奴はこれを信じて諸軍を岐州の北の百里細川に分遣して営農させ、侯伏侯元進に5000人を率いて防柵を立てて守らせた。天光は万俟醜奴が兵力を分散させたのを知ると、軽騎を先行させ、諸軍に後を続かせた。明け方に侯伏侯元進の柵を攻め落とし、侯伏侯元進を捕らえた。捕虜の兵士たちを解放すると残りの諸柵もことごとく降った。夜間に涇州に進軍すると、万俟醜奴の涇州刺史である侯幾長貴を降した。万俟醜奴は平亭を放棄して高平に逃れようとした。天光は賀抜岳を派遣して軽騎で急追させ、万俟醜奴を平涼の長平坑で捕らえた。天光が高平に迫ると、高平の城内で蕭宝寅が捕らえられて、降伏してきた。
なおも反乱軍の行台の万俟道洛が6000人を率いて山に入り、抵抗を続けた。天光は都督の長孫邪利を行原州事とし、原州に駐屯させたが、長孫邪利は万俟道洛の襲撃を受けて敗死した。天光は爾朱栄の譴責を受け、撫軍将軍に降格され、爵位を侯に下げられた。天光は賀抜岳・侯莫陳悦らとともに万俟道洛を破り、さらに追撃した。万俟道洛は隴西に逃れ、略陽の王慶雲を頼った。王慶雲は皇帝を自称し、万俟道洛を大将軍とした。天光は王慶雲の水洛城を渇き攻めにし、撤退すれば河の水を飲むに任せると約束した。王慶雲・万俟道洛らは夜間に城を脱出して落ち延びようとしたが、天光の伏兵に遭って捕らえられた。降伏した反乱兵たちは天光・賀抜岳・侯莫陳悦らにより穴埋めにされ、死者は1万7千人に及んだ。天光は略陽に軍を駐屯させると、以前の官爵にもどされた。9月、侍中・儀同三司の位を加えられた。
ときに秦州の城民が刺史の駱超を殺害しようと図った。駱超は謀略を察知して脱出し、天光を頼ってきた。天光は賀抜岳・侯莫陳悦らとともに秦州の反乱を討って平定した。また南秦州の滑城の人が刺史の辛顕を殺害しようと図った。辛顕はやはり天光を頼ってやってきたので、天光は軍を派遣して南秦州の反乱を平定させた。かつて平涼で天光に降伏していた夏州の宿勤明達が北に走って再び反乱を起こした。宿勤明達の攻撃を受けた叱干麒麟が天光に救援を求めたため、天光は賀抜岳を派遣したが、到着しないうちに宿勤明達は東夏州に逃れた。ちょうど賀抜岳は爾朱栄の死の報を聞いたため、追撃を止めて、涇州に帰って天光を待った。天光は賀抜岳と合流して、入洛の方策を協議した。雍州の北に軍を進めて、情勢を観望した。
天光は爾朱栄を殺した孝荘帝から広宗王の爵位を受け、爾朱世隆の擁立した長広王元曄から隴西王の爵位を受けていた。爾朱兆が洛陽を占領したと知ると、天光は軽騎で洛陽に入り爾朱世隆らに面会した。まもなく雍州に帰還した。爾朱世隆らは元曄を廃位し、別の皇族を帝位につけようと図って、天光に使者を派遣してきた。天光は広陵王元恭（前廃帝）を推挙した。531年（普泰元年）2月、元恭が即位すると、天光は開府儀同三司の位を加えられ、尚書令・関西大行台を兼ねた。4月、天光は夏州に進出して、部将を派遣して宿勤明達を討ち、これを捕らえると洛陽に送った。6月に高歓が信都で反爾朱氏の兵を起こすと、天光はオルドスに拠る費也頭の紇豆陵伊利や万俟洛らが呼応するのを警戒して、これに備えるのみであった。9月、大司馬に任じられた。
このころ爾朱氏の間は険悪で、相互の連係を欠き、高歓の勢力の伸長を許した。爾朱世隆がたびたび天光を召還しようとしたが、天光は応じようとしなかった。斛斯椿の勧めを受けて、ようやく軍を東下させた。532年（普泰2年）閏3月、爾朱氏の軍と高歓の軍は韓陵で決戦し、爾朱氏は大敗を喫した。斛斯椿が寝返って、河梁で天光の渡河を阻止したため、洛陽に入ることができなかった。天光はやむなく西北に逃れようとしたが、大雨に遭って前進できず、斛斯椿らに捕らえられた。爾朱度律とともに身柄を高歓のもとに送られ、洛陽の市で斬られた。享年は37。

## 伝記資料
- 『魏書』巻75 列伝第63
- 『北史』巻48 列伝第36